# حارة ابو بكر الصديق (ذمار)
حارة أبو بكر الصديق هي إحدى حارات مدينة ذمار التابعة لمحافظة ذمار، بلغ تعداد سكانها 1,226 نسمة حسب تعداد اليمن لعام 2004.